# Alfred Schneidau
Alfred John Schneidau, né le 5 février 1867 à Camden et mort le 24 janvier 1940 à Finchley, est un joueur britannique de cricket et de football des années 1890-1900, qui a représenté la France lors des Jeux olympiques d'été de 1900 à Paris.

## Biographie
Alfred Schneidau joue au poste de gardien de but au Fulham FC.
Il participe à l'unique match de cricket aux Jeux olympiques en 1900 à Paris. La France, représentée par l'équipe du Standard Athletic Club, est battue par l'Angleterre et remporte donc la médaille d'argent. 